# There Goes Rhymin' Simon
《There Goes Rhymin' Simon》은 1973년 5월에 발매된 미국의 싱어송라이터 폴 사이먼의 세 번째 솔로 스튜디오 음반이다. 이 음반은 가스펠 (〈Loves Me Like a Rock〉)과 딕실랜드 (〈Take Me to the Mardi Gras〉)와 같은 여러 스타일과 장르에 걸친 곡들을 포함하고 있다. 이 음반은 1974년 그래미 어워드에서 최고 팝 보컬 퍼포먼스 부문인 남성 부문과 올해의 음반 부문에서 두 개 부문 후보로 지명되었다.

## 반응
| 전문가 평가                   | 전문가 평가 |
| 평가 점수                     | 평가 점수   |
| 출처                          | 점수        |
| ----------------------------- | ----------- |
| AllMusic                      | [ 1 ]       |
| Blender                       | [ 2 ]       |
| Chicago Tribune               | [ 3 ]       |
| Christgau's Record Guide      | B+          |
| Encyclopedia of Popular Music | [ 5 ]       |
| Entertainment Weekly          | A−          |
| The Guardian                  | [ 7 ]       |
| Record Collector              | [ 8 ]       |
| The Rolling Stone Album Guide | [ 9 ]       |
| Uncut                         | [ 10 ]      |

비평가들은 그 음반을 칭찬했다. 《덴버 포스트》의 제러드 존슨은 그것을 "현명하게 실행된 명작이며, 확실히 3년 만에 최고의 음반"이라고 평가하며, 《Bridge Over Troubled Water》와 《After the Gold Rush》와 같은 1970년 발매된 음반들을 인용했다. 《로스앤젤레스 타임스》의 로버트 힐번은 "(가스펠의 손길에서 자메이카 리듬의 감염 흔적, 옛 사이먼 & 가펑클의 웅장함의 암시까지) 다양한 음악적 질감을 결합하여, 사이먼의 새로운 음반은 우리의 가장 가치 있고 접근하기 쉬운 아티스트 중 한 명으로 확고히 자리매김했습니다"라고 말했다. 《롤링 스톤》의 스티븐 홀든은 그 음반을 "풍부하고 감동적인 노래 사이클"이라고 칭찬했다.
그러나 《스테레오 리뷰》의 노엘 카피지은 이 음반에 "훌륭한" 등급을 부여하면서도 "자발성, 흥분, 긴장감이 부족하다"고 느꼈으며, 편곡을 "깨끗하고 감각적"이지만 "이상하게 예측할 수 있다"고 말했다.
2003년, 《롤링 스톤》이 선정한 역사상 가장 위대한 음반 500장 중 267위에 올랐다.

## 곡 목록
모든 곡들은 폴 사이먼에 의해 작사/작곡하였다.
| #  | 제목                                         | 재생 시간 |
| -- | -------------------------------------------- | --------- |
| 1. | 〈Kodachrome〉                               | 3:32      |
| 2. | 〈Tenderness〉                               | 2:53      |
| 3. | 〈Take Me to the Mardi Gras〉                | 3:27      |
| 4. | 〈Something So Right〉                       | 4:33      |
| 5. | 〈One Man's Ceiling Is Another Man's Floor〉 | 3:46      |

| #  | 제목                     | 재생 시간 |
| -- | ------------------------ | --------- |
| 1. | 〈American Tune〉        | 3:43      |
| 2. | 〈Was a Sunny Day〉      | 3:41      |
| 3. | 〈Learn How to Fall〉    | 2:44      |
| 4. | 〈St. Judy's Comet〉     | 3:19      |
| 5. | 〈Loves Me Like a Rock〉 | 3:31      |

## 인증
| 국가                       | 인증     | 판매량/출하량 |
| -------------------------- | -------- | ------------- |
| 영국 (BPI)                 | 골드     | 100,000^      |
| 미국 (RIAA)                | 플래티넘 | 1,000,000^    |
| ^출하량을 기반으로 한 인증 |          |               |